# Oldenlandia sedgwickii
Oldenlandia sedgwickii là một loài thực vật có hoa trong họ Thiến thảo. Loài này được Blatt. mô tả khoa học đầu tiên năm 1930.